# Vijfde uitbreiding van de Europese Unie

EU Lidstaten in 2004
Nieuwe EU lidstaten na 2004

De vijfde uitbreiding van de Europese Unie was de grootste uitbreiding van de EU qua populatie en staten, en vond plaats op 1 mei 2004.
In 2004 traden de volgende tien landen tot de Europese Unie toe, waarmee het aantal lidstaten werd vergroot tot 25: de Baltische staten en voormalige sovjetrepublieken Estland, Letland, Litouwen, de vier leden van de nog steeds actieve Visegrádgroep: Hongarije, Polen, Slowakije en Tsjechië, de eilandstaten Cyprus en Malta, en het Zuid-Europese land Slovenië, die gezamenlijk een inwoneraantal hadden van 75 miljoen. Het definitieve toetredingsverdrag werd getekend op de Agora van Athene op 16 april 2003.

## Voorbereidingen
De eerste voorbereidingen voor de toetreding van Centraal- en Zuid-Europese landen tot de Europese Unie, werden getroffen op de Europese Raad van Luxemburg in december 1997, waar Cyprus, Estland, Hongarije, Polen, Slovenië en Tsjechië de status kandidaat van de EU verkregen. Twee jaar later werd in de Finse hoofdstad Helsinki besloten dat ook Letland, Litouwen, Malta, Roemenië, Bulgarije en Slowakije, dat eerst als enige Visegrádgroepland kandidatuur werd geweigerd door het bekritiseerde beleid van minister-president Vladimír Mečiar, kandidaat-lidstaat werden. 

## Referenda
Tussen 2003 en 2004 werden in alle voorbereide kandidaat-lidstaten referenda gehouden over het toetreden tot de Europese Unie. Het gemiddelde percentage voor toetreding was 77%. In Slowakije was het percentage voor deze toetreding het hoogst (93,71%) en in Malta het laagst (53,65%). De opkomst was in Malta het hoogst en in Hongarije het laagst.
| Land      | Percentage voor toetreding | Percentage tegen toetreding | Opkomst | Totaal aantal stemmen | Resultaat                |
| --------- | -------------------------- | --------------------------- | ------- | --------------------- | ------------------------ |
| Estland   | 66,8%                      | 33,17%                      | 64,06%  | 555.835               | Toegetreden              |
| Hongarije | 83,76%                     | 16,24%                      | 45,59%  | 3.666.715             | Toegetreden              |
| Letland   | 67,49%                     | 32,51%                      | 71,45%  | 1.010.467             | Toegetreden              |
| Litouwen  | 91,07%                     | 8,93%                       | 63,37%  | 1.672.317             | Toegetreden              |
| Malta     | 53,65%                     | 46,35%                      | 90,85%  | 270.633               | X Hertelling Toegetreden |
| Polen     | 77,45%                     | 22,55%                      | 58,85%  | 17.576.714            | Toegetreden              |
| Slovenië  | 89,61%                     | 10,39%                      | 59,94%  | 969.577               | Toegetreden              |
| Slowakije | 93,71%                     | 6,29%                       | 52,12%  | 2.175.389             | Toegetreden              |
| Tsjechië  | 77,33%                     | 22,67%                      | 55,18%  | 4.557.960             | Toegetreden              |